# Списък на бивши градове в Полша
Това е списък на селища в Полша, загубили статута си на град:

## 2002
- Весола

## 1977
- Ходаков
- Йелен
- Славков
- Войковице
- Зомбковице
- Урсус

## 1976
- Чеплице Шльонске-Здруй
- Собешов

## 1975
- Стари Берун
- Богушовице
- Шлонске Бжезини
- Червьонка
- Гроджец
- Имелин
- Кажимеж Гурничи
- Климонтов
- Костухна
- Ленджини
- Шльонске Мястечко
- Мурцки
- Недобчице
- Поремба
- Пшув
- Радлин
- Раджьонков
- Ридултови
- Велке Стшемежице
- Стшибница
- Весола
- Загуже
- Фабрични Крашник
- Клодница
- Кожле
- Славенчице

## 1973
- Бжозовице-Камен
- Хваловице
- Фордон
- Горце
- Жарске Кунице
- Лендичен
- Лагиша
- Крайенске Мястечко
- Мендзиздройе
- Поромбка
- Сарнова
- Слупец
- Сулмежице
- Розвадов

## 1972
- Болешковице

## 1969
- Йежьорна
- Сколимов-Констанчин

## 1964
- Лабенди

## 1959
- Нови Битом
- Руда
- Шопенице

## 1957
- Рембертов

## 1956
- Шчакова

## 1954
- Старошелце

## 1951
- Краковска Бяла
- Бяли Камен
- Белско
- Брохов
- Бялостоцка Домброва
- Клешчеле
- Кринки
- Собенчин
- Соколи
- Суховоля
- Тикочин
- Прушице
- Вирек
- Добжин над Дрвенцом
- Голюб
- Влохи

## 1948
- Домбе
- Подюхи

## 1946
- Пабяницка Руда
- Бискупец
- Домбрувно
- Кишелице
- Буковиско
- Новотанец
- Пасим

## 1945
- Бардо
- Долни Бжег
- Шльонске Хелмско
- Хобеня
- Чернина
- Добромеж
- Лешна
- Клодзки Левин
- Меджянка
- Полковице
- Рудна
- Пшемков
- Сребрна Гура
- Струпина
- Суликов
- Сулов
- Швежава
- Ураз
- Вонсош
- Винско
- Завидов
- Дубенка
- Подласки Янов
- Бледзев
- Бобровице
- Броди
- Бруйце
- Червенск
- Гужица
- Кшистковице
- Любневице
- Любжа
- Ленкница
- Бобжански Новогрод
- Отин
- Пшевоз
- Пшчев
- Слонск
- Тожим
- Тжебел
- Зашеки
- Горлицке Ушче
- Корфантов
- Скорогошч
- Домарадз
- Гроджиско-Мястечко
- Полски Яворник
- Поцлавска Калвария
- Крашичин
- Кшивча
- Олешице
- Волоска Тирава
- Долне Утршики
- Милейчице
- Немиров
- Гардея
- Шльонске Мястечко
- Сошницовице
- Барчяни
- Дрифорт
- Фромборк
- Мелзак
- Милаково
- Миломлин
- Млинари
- Семпопол
- Велбарк
- Залево
- Бане
- Боболице
- Видухова

## 1939
- Доброшице
- Полице
- Стараховице-Вежбник

## 1938
- Подгуж

## 1935
- Прухник
- Радомишл над Санем
- Тилич

## 1934
- Бнин
- Бочки
- Будзин
- Добжица
- Гонсава
- Gębice
- Ярачев
- Копаница
- Мелник
- Мешчиско
- Нарев
- Нове Място над Вартом
- Нови Двур
- Обжицко
- Оделск
- Пяски
- Повидз
- Рогово
- Ростажево
- Рихтал
- Ричивол
- Ринажево
- Швенчехова
- Занемишл
- Владиславов
- Лохичин
- Шерешов
- Алверня
- Бобова
- Ченжковице
- Чхов
- Чарни Дунайец
- Ланцкорона
- Мурована Липница
- Нови Вишниц
- Риглице
- Шчучин
- Шчурова
- Тимбарк
- Солне Ушче
- Войнич
- Закличин
- Бабице
- Балигрод
- Бирча
- Бжостек
- Дубнецко
- Яшлиска
- Колачице
- Корчина
- Уланов
- Милувка

## 1933
- Скшинске Велополе

## 1932
- Фрищак
- Крошченко над Дунайцем
- Лагов

## 1931
- Вежбник

## 1928
- Чхов
- Доброшице
- Каменна
- Лешница
- Пше Поле

## 1927
- Хородно

## 1926
- Олива

## 1925
- Жолиня

## 1921
- Яшенювка
- Бялостоцка Кужница

## 1919
- Орля
- Верки
- Йедлина-Здруй
- Олпини
- Чудец
- Дембовец
- Динов
- Ячмеж
- Ришелна Яшеница
- Колачице
- Лютовиска
- Мжиглод
- Нарол
- Небилец
- Нови Жмигрод
- Яшелски Ошек
- Пшецлав
- Велки Радомишл
- Заршин
- Сидра

## 1918
- Михалово
- Сарнаки

## 1915
- Прушков

## 1914
- Тилич
- Подгуже

## 1908
- Мелжин

## 1907
- Баранов

## 1905
- Кужентник

## 1901
- Гач